# Srđan Mrvaljević
Srđan Mrvaljević (* 16. Mai 1984 in Belgrad) ist ein ehemaliger montenegrinischer Judoka. 2011 war Mrvaljević Weltmeisterschaftszweiter im Halbmittelgewicht.

## Sportliche Karriere
Srđan Mrvaljević war 2002 Dritter der U20-Europameisterschaften in der Gewichtsklasse bis 73 Kilogramm. 2003 gewann er den Titel, nachdem er ebenfalls 2003 auch die Balkanmeisterschaften gewonnen hatte. 2005 wechselte er ins Halbmittelgewicht, die Gewichtsklasse bis 81 Kilogramm. Nachdem er bis 2006 für Serbien und Montenegro angetreten war, startete er ab der Unabhängigkeit für Montenegro. Ende 2006 gewann er als Montenegriner die Silbermedaille bei den U23-Europameisterschaften. 2007 belegte Mrvaljević den zweiten Platz bei den Balkanmeisterschaften. Bei den Olympischen Spielen 2008 gewann er seine ersten drei Kämpfe und verlor dann gegen den Niederländer Guillaume Elmont. In der Hoffnungsrunde unterlag er dem Mongolen Damdinsürengiin Njamchüü.
2009 bei den Weltmeisterschaften in Rotterdam unterlag Srđan Mrvaljević im Viertelfinale dem Südkoreaner Kim Jae-bum. Nach einem Sieg über den Franzosen Axel Clerget verlor der Montenegriner den Kampf um Bronze gegen den Deutschen Ole Bischof. 2010 siegte Mrvaljević bei den Balkanmeisterschaften. Bei den Weltmeisterschaften 2011 in Paris bezwang er im Viertelfinale den Ukrainer Artem Wassylenko und im Halbfinale den Brasilianer Leandro Guilheiro. Im Finale gewann Kim Jae-bum und Mrvaljević erhielt die Silbermedaille. 2012 beim Olympischen Judoturnier in London gewann er seinen ersten Kampf und schied im Achtelfinale gegen den Kanadier Antoine Valois-Fortier aus.
2013 bei den Europameisterschaften in Budapest unterlag Mrvaljević im Viertelfinale dem Georgier Awtandil Tschrikischwili und belegte nach einer Niederlage in der Hoffnungsrunde gegen den Franzosen Loïc Pietri den siebten Platz. Einen Monat später siegte er bei den Spielen der kleinen Staaten von Europa. Einen weiteren Monat später gewann Mrvaljević bei den Mittelmeerspielen in Mersin. 2015 siegte er erneut bei den Spielen der kleinen Staten. 2016 bei den Olympischen Spielen in Rio de Janeiro verlor Mrvaljević in seinem Auftaktkampf gegen den Moldauer Valeriu Duminică. Mrvaljević blieb noch bis 2020 aktiv, schied aber bei den großen internationalen Meisterschaften meist früh aus. So auch bei den Europaspielen 2019, als er in seinem Auftaktkampf gegen den Österreicher Shamil Borchashvili verlor.